# Manifeste du hacker
Pour les articles homonymes, voir Hacker.
Le Manifeste du hacker (titré en anglais The Hacker Manifesto, ou The Conscience of a Hacker, « la conscience d'un hacker ») est un petit article écrit le 8 janvier 1986, par le hacker Loyd Blankenship après son arrestation, sous le pseudonyme de « The Mentor ». Publié pour la première fois dans le magazine électronique underground Phrack (Volume 1, Numéro 7, Phile 3 de 10), il est possible, aujourd'hui, de le retrouver sur des sites web. Il est souvent confondu, du fait d'une proximité de titre, avec l'essai de 2006 sur la libération de l'information Un manifeste hacker (« A Hacker Manifesto ») de la théoricienne des médias McKenzie Wark.

## Influence
Le manifeste est considéré comme la pierre angulaire de la contre-culture hacker, et donne un aperçu de la psychologie des premiers hackers. Il affirme que les hackers choisissent cette activité parce que c'est un moyen pour eux d'apprendre, et à cause du sentiment fréquent de frustration causé par leur ennui à l'école. Il exprime aussi l'éveil d'un hacker réalisant son potentiel dans le domaine des ordinateurs.
À ce jour, le manifeste est une ligne de conduite pour les hackers à travers le monde, particulièrement pour ceux qui sont nouveaux dans ce domaine. Il sert de fondation éthique pour le hacking, et affirme qu'il y a là un objectif qui supplante le désir égoïste d'exploiter ou de causer du tort aux autres (ce que font les hackers black hats), et que la technologie devrait être utilisée pour étendre nos horizons et essayer de maintenir la connaissance libre dans le monde.
Cet article est cité dans le film Hackers (1995), bien que dans le film il soit lu dans un exemplaire du magazine 2600: The Hacker Quarterly, et pas de Phrack (ce qui aurait été conforme à la vérité historique). Il est également reproduit dans la boîte de CD du jeu pour ordinateur Uplink.
The Mentor a donné une lecture de son Manifeste du Hacker et a fait des développements supplémentaires à la conférence H2K2.